# François Ponsard
François Ponsard, född 1 juni 1814 i Vienne (departementet Isère), död 7 juli 1867 i Paris, var en fransk dramatiker.
Ponsard blev 1837 advokat i sin hemstad, men hängav sig med förkärlek åt litterära sysselsättningar. Han offentliggjorde sålunda bland annat en översättning av Byrons Manfred. Vid den tiden hade den nyromantiska skolan utkämpat sina hårdaste strider. I dessa hade även den unge författaren deltagit. Även om han var en beundrare av 1600-talets vittra storverk, skänkte han sitt fulla erkännande åt romantikens strävanden, men fördömde även dess missgrepp. Mellan den nya och den gamla skolans ytterligheter sökte han själv följa en medelväg, särskilt i sina första skapelser, tragedierna Lucrèce (1843; prisbelönt av Franska akademien) och Agnes de Méranie (1846), samt i viss mån även i dramat Charlotte Corday (1850). Den förstnämnda, en kraftigt tecknad bild av romersk kvinnodygd, väckte med Rachel i titelrollen hänförelse, inte minst därför att den ansågs av många som en återgång till det klassiska skådespelet. De bägge senare, även de skildringar av kvinnlig uppoffring, hämtade ur medeltidens och revolutionens historia, lyckades inte tillvinna sig något större bifall även om de var överlägsna sin föregångare. 
Emellertid drev honom hans beundran för den klassiska världen att skriva den behagfulla enaktskomedien Horace et Lydie (1850; Horatius och Lydia, 1864 och 1884) och den misslyckade tragedien Ulysse (1852). Dessa försök vann ingen anklang hos allmänheten, och så småningom bleknade den klassiska grundtonen i författarens skapelser. De båda komedierna L'honneur et Vargent (1853; Heder och penningar, 1856; Hedern och penningen, 1875) och La bourse (1856) är till ämne och språk bilder av den nyare tiden, sedemålningar av mänskliga svagheter och fel. Dessa arbeten gjorde, på grund av yttre förhållanden, synnerlig lycka, vilket inte blev fallet med den sedegisslande trilogien Ce qui platt aux femmes (1860). Ett av skaldens yppersta verk är dramat Le Hon amoureux (1866; Det besegrade lejonet, 1875), med ämne från direktoriets tid. Det är, liksom hans sista dikt Galilée (1867), en historisk skildring, skriven med värme och känsla. Ponsard blev 1855 ledamot av Franska akademien. Ett monument över honom restes 1872 i Vienne. Hans arbeten utgavs första gången samlade 1866-1876 i tre band.

## Böcker på svenska
- Horatius och Lydia: komedi i en akt (Horace et Lydie) (översättning Aurora von Qvanten, Huldberg, 1864)
- Hedern och penningen: komedi i 5 akter (L'honneur et l'argent) (fri öfversättning af Edvard Bäckström, Seligmann, 1875)
- Det besegrade lejonet: skådespel i 5 akter (Le hon amoureux) (fri öfversättning af Edvard Bäckström, Seligmann, 1875)
- Horatius och Lydia: komedi på vers i en akt (Horace et Lydie) (översättning Harald Molander, Edquist, 1879)